# 아시공
아시공(阿時公)은 《화랑세기》에만 등장하는 신라의 왕족으로 미진부의 아버지이다. 소지 마립간의 마복자라고 한다.

## 가족
- 부친: 선모(善牟)
- 모친: 보혜(寶兮) - 선모 공의 측실
  - 아내: 삼엽공주(三葉公主) 법흥왕과 벽화부인의 딸
    - 아들: 미진부